# Erebia generosa
Erebia generosa är en fjärilsart som beskrevs av Hans Fruhstorfer 1917. Erebia generosa ingår i släktet Erebia och familjen praktfjärilar. Inga underarter finns listade i Catalogue of Life.